# Lipovac (Gradina)
Lipovac (1921-ig Srakovac, 1948-tól 1981-ig Miljanovićevo, 1931-ben és 1991-ben Hadžićevo néven szerepelt.) falu Horvátországban Verőce-Drávamente megyében. Közigazgatásilag Gradinához tartozik.

## Fekvése
Verőce központjától légvonalban 8, közúton 13 km-re keletre, községközpontjától 3 km-re délre, Nyugat-Szlavóniában, a Drávamenti-síkságon, Suhopolje és Gradina között fekszik.

## Története
A régészeti leletek tanúsága szerint Lipovac területén már az ősi időkben is éltek emberek. A falu keleti bejáratánál az első lakóháztól északra található Ivanac nevű lelőhelyen történelem előtti és kora középkori települések maradványai kerültek elő. A mai település a 19. század második felében keletkezett Srakovac-puszta néven egy uradalmi majorból. 1921-ig Srakovacnak hívták, majd átmenetileg Hadžićevo néven szerepelt.
A településnek 1869-ben 47, 1910-ben 236 lakosa volt. 1910-ben a népszámlálás adatai szerint lakosságának 99%-a magyar anyanyelvű volt. Az I. világháború után 1918-ban az új szerb-horvát-szlovén állam, majd később (1929-ben) Jugoszlávia része lett. A magyar lakosság helyére szerbek és horvátok érkeztek. A második világháború után 1948-tól Miljanovićevóra nevezték át. 1991-ben átmenetileg visszakapta a korábbi Hadžićevo nevet, majd a Lipovac nevet kapta. 1991-ben 456 főnyi lakosságának 75%-a szerb, 16%-a horvát nemzetiségű volt. 2011-ben falunak 312 lakosa volt.

## Lakossága
| Lakosság változása | Lakosság változása | Lakosság változása | Lakosság változása | Lakosság változása | Lakosság változása | Lakosság változása | Lakosság változása | Lakosság változása | Lakosság változása | Lakosság változása | Lakosság változása | Lakosság változása | Lakosság változása | Lakosság változása | Lakosság változása |
| ------------------ | ------------------ | ------------------ | ------------------ | ------------------ | ------------------ | ------------------ | ------------------ | ------------------ | ------------------ | ------------------ | ------------------ | ------------------ | ------------------ | ------------------ | ------------------ |
| 1857               | 1869               | 1880               | 1890               | 1900               | 1910               | 1921               | 1931               | 1948               | 1953               | 1961               | 1971               | 1981               | 1991               | 2001               | 2011               |
| 0                  | 47                 | 73                 | 89                 | 86                 | 236                | 189                | 611                | 643                | 647                | 600                | 559                | 502                | 456                | 360                | 312                |

(1921-ig településrészként.)

## Oktatás
A lipovaci gyermekek Gradinára járnak iskolába.